# Amastus cinnamomea
Amastus cinnamomea är en fjärilsart som beskrevs av Rothschild 1909. Amastus cinnamomea ingår i släktet Amastus och familjen björnspinnare. Inga underarter finns listade i Catalogue of Life.